# Banga (South Cotabato)
Banga ist eine philippinische Stadtgemeinde in der Provinz South Cotabato. Sie hat 83.989 Einwohner (Zensus 1. August 2015).

## Baranggays
Banga ist politisch in 22 Baranggays unterteilt.
| - Benitez (Pob.) - Cabudian - Cabuling - Cinco (Barrio 5) - Derilon - El Nonok - Improgo Village (Pob.) - Kusan (Barrio 8) - Lam-Apos - Lamba - Lambingi | - Lampari - Liwanay (Barrio 1) - Malaya (Barrio 9) - Punong Grande (Barrio 2) - Rang-ay (Barrio 4) - Reyes (Pob.) - Rizal (Barrio 3) - Rizal Poblacion - San Jose (Barrio 7) - San Vicente (Barrio 6) - Yangco Poblacion |